# 3Xtreme
3Xtreme foi um jogo lançado para o console PlayStation 1 em 1999.

## Descrição
O jogo foi desenvolvido e publicado pelos estúdios da 989 Studios.
No jogo, o jogador pode escolher alguns personagens que estão divididos em modalidades como à de Patins, Bicicleta e Skate. Durante o jogo, você deve competir em temporadas de torneios radicais, aonde você deve fazer pontos passando por 'Portões' que valem pontos e fazendo as manobras radicais.
Além disso você deve chegar em boa colocação nos rankings, já que se trata também de uma corrida. Durante o jogo você deverá chegar em primeiro lugar nas corridas e somar os pontos suficientes para comprar equipamentos novos e mais modernos.

## Recepção
Next Generation analisou a versão para PlayStation do jogo, classificando-a como uma estrela em cinco, e afirmou que "Vamos ser brutalmente honestos: este jogo é mais uma fórmula 'don' Não faço muito pela sequela, porque eles vão comprar de qualquer maneira "produção".